# Erythrosin
Erythrosin je třešňově červené syntetické fluoronové potravinářské barvivo. Jedná se o disodnou sůl 2,4,5,7-tetrajodfluoresceinu. Maximální absorbance ve vodném roztoku je při vlnové délce 530 nm.

## Použití
Erythrosin se používá jako potravinářské barvivo, v inkoustech do tiskáren, jako biologické barvivo, k odhalování zubního plaku a jako radioopakní médium. Často se používá ve sladkostech a potravinách pro děti, například v různých cukrovinkách, mražených krémech, materiálech ke zdobení dortů apod., například též k barvení povlaku tablet Ibalginu. Přestože se používá ve většině států světa, ve Spojených státech je používán jen zřídka, vzhledem ke známým rizikům; obecně se nahrazuje červení Allura AC (červeň č. 40). Ta je však v mnoha evropských státech zakázána, protože se jedná o azobarvivo, bez ohledu na skutečnost, že je toto barvivo méně rizikové než erythrosin. Erythrosin se v EU používá pouze jako barvivo tzv. koktejlových třešní.

## Klasifikace
Erythrosin je klasifikován v těchto číselných systémech:
- FD&C červeň č. 3,
- E 127 jako potravinářská přídatná látka (potravinářská červeň 14),
- CI 45430 (kyselá červeň 51),
- Indický standard č. 1697.